# El verdadero golpe
El verdadero golpe es un libro escrito por Manuel Merino, ex presidente del Perú, donde relata, desde su punto de vista, los hechos acaecidos durante su gobierno en el año 2020.

## Historia
En noviembre de 2020, Manuel Merino asumió la presidencia del Perú luego de la vacancia a Martín Vizcarra. Su ascenso a la presidencia motivó diversas movilizaciones que resultaron en su renuncia días después y el ascenso a la presidencia de Francisco Sagasti. Luego de ello, se dedicó a escribir su libro relatando, desde su punto de vista, los acontecimientos que pasaron durante su gobierno. A través de X, Merino anunció para el 5 de agosto del 2021 la presentación del libro a través de Facebook Live, lo que generó críticas de diversos usuarios. En su discurso de presentación, Merino recibió el apoyo de sus compañeros de Acción Popular, afirmó que la intención de Martín Vizcarra era impedir que el congreso electo en el 2020 se instalara y "petardear" sus actividades, además de criticar a Vizcarra, Francisco Sagasti, al Instituto de Defensa Legal (IDL) y "comunistas y caviares" de haber "hecho daño al país", señalando que no quiso presentar el libro durante el gobierno de Sagasti porque no quiso perturbar su gestión.  Posteriormente, el 13 de agosto el libro fue presentado en Piura y el 9 de septiembre en Trujillo.

## Estructura
El libro tiene una presentación escrito por Enrique Ghersi, un prólogo de Juan Antonio Bazán y un epílogo escrito por María Del Pilar Tello. Está dividida de la siguiente forma:
- I: El fiscalizador
- II: La mesa directiva
- III: La primera puya con Vizcarra
- IV: ¿Cómo? ¿Y el jamón?
- V: Vizcarra y los morados
- VI: Las fuerzas armadas y una llamada telefónica
- VII: La caída de Vizcarra
- VIII: Presidente Merino de Lama
- IX: Palacio de Gobierno
- X: El Gabinete
- XI: La renuncia
- XII: No negociable